# Rodaba angulipennis
Rodaba angulipennis är en fjärilsart som beskrevs av Moore 1888. Rodaba angulipennis ingår i släktet Rodaba och familjen Crambidae. Inga underarter finns listade i Catalogue of Life.